# Mercy-le-Haut
Mercy-le-Haut è un comune francese di 246 abitanti situato nel dipartimento della Meurthe e Mosella nella regione del Grand Est.

## Società

### Evoluzione demografica
Abitanti censiti